# Bahnstrecke Studénka–Veřovice
| Kursbuchstrecke (SŽ): | 325                       |                                          |                                          |
| Streckenlänge: | 26,042 km                 |                                          |                                          |
| Spurweite: | 1435 mm (Normalspur)      |                                          |                                          |
| Streckenklasse: | C3                        |                                          |                                          |
| Stromsystem: | Studénka–Sedlnice: 3 kV = |                                          |                                          |
| Maximale Neigung: | 25 ‰                      |                                          |                                          |
| Minimaler Radius: | 127 m                     |                                          |                                          |
| Streckengeschwindigkeit: | 80 km/h                   |                                          |                                          |
| |                           |                                          |                                          |
| \| \| \| von Břeclav (vorm. KFNB) \| \| \| \| \| (Neutrassierung 1959) \| \| \| \| 0,000 \| Studénka früher Stauding \| Studénka früher Stauding \| \| \| \| nach Bílovec (vorm. KFNB) \| \| \| \| \| nach Bohumín (vorm. KFNB) \| \| \| \| \| Bartošovická vlečka \| \| \| \| \| Albrechtičky \| \| \| \| \| výh. Bartošovice \| \| \| \| ~4,8 \| Sedlnice früher Sedlnitz \| Sedlnice früher Sedlnitz \| \| \| \| Sedlnice zastávka \| \| \| \| \| nach Mošnov \| \| \| \| 7,466 \| Sedlnice \| Sedlnice \| \| \| ~6,6 8,170 \| \| \| \| \| 10,068 \| Skotnice früher Seitendorf \| Skotnice früher Seitendorf \| \| \| 13,131 \| Příbor früher Freiberg \| Příbor früher Freiberg \| \| \| \| (Neutrassierung 1979) \| \| \| \| ~15,8 \| Drnholec früher Drholetz \| Drnholec früher Drholetz \| \| \| 15,984 \| Kopřivnice nákladní nádraží \| Kopřivnice nákladní nádraží \| \| \| \| vlečka Tatra \| \| \| \| \| \| \| \| \| 16,802 \| Kopřivnice zastávka früher Nesselsdorf \| Kopřivnice zastávka früher Nesselsdorf \| \| \| 17,798 \| Kopřivnice \| Kopřivnice \| \| \| 19,694 \| Štramberk früher Stramberg \| Štramberk früher Stramberg \| \| \| \| vlečka Kotouč \| \| \| \| \| vlečka Kotouč \| \| \| \| 22,142 \| Ženklava früher Senftleben \| Ženklava früher Senftleben \| \| \| \| ehemalige Protektoratsgrenze (1938–1945) \| \| \| \| \| von Český Těšín (vorm. KFNB) \| \| \| \| 26,042 \| Veřovice früher Wernsdorf \| Veřovice früher Wernsdorf \| \| \| \| nach Kojetín (vorm. KFNB) \| \| |                           |                                          |                                          |
| Strecke |                           | von Břeclav (vorm. KFNB)                 | von Břeclav (vorm. KFNB)                 |
| Strecke von links · Abzweig geradeaus und von rechts |                           | (Neutrassierung 1959)                    | (Neutrassierung 1959)                    |
| Strecke · Bahnhof | 0,000                     | Studénka früher Stauding                 | Studénka früher Stauding                 |
| Strecke · Abzweig geradeaus und nach links |                           | nach Bílovec (vorm. KFNB)                | nach Bílovec (vorm. KFNB)                |
| Strecke · Abzweig ehemals geradeaus und nach links |                           | nach Bohumín (vorm. KFNB)                | nach Bohumín (vorm. KFNB)                |
| Abzweig geradeaus und nach rechts · Strecke (außer Betrieb) |                           | Bartošovická vlečka                      | Bartošovická vlečka                      |
| Strecke · Haltepunkt / Haltestelle (Strecke außer Betrieb) |                           | Albrechtičky                             | Albrechtičky                             |
| Überleitstelle / Spurwechsel · Strecke (außer Betrieb) |                           | výh. Bartošovice                         | výh. Bartošovice                         |
| Strecke · Bahnhof (Strecke außer Betrieb) | ~4,8                      | Sedlnice früher Sedlnitz                 | Sedlnice früher Sedlnitz                 |
| Haltepunkt / Haltestelle · Strecke (außer Betrieb) |                           | Sedlnice zastávka                        | Sedlnice zastávka                        |
| Abzweig geradeaus, nach links und von links · Strecke (außer Betrieb) |                           | nach Mošnov                              | nach Mošnov                              |
| Bahnhof · Strecke (außer Betrieb) | 7,466                     | Sedlnice                                 | Sedlnice                                 |
| Strecke nach links · Abzweig ehemals geradeaus und von rechts | ~6,6 8,170                |                                          |                                          |
| Haltepunkt / Haltestelle | 10,068                    | Skotnice früher Seitendorf               | Skotnice früher Seitendorf               |
| Bahnhof | 13,131                    | Příbor früher Freiberg                   | Příbor früher Freiberg                   |
| Strecke von links · Abzweig ehemals geradeaus und nach rechts |                           | (Neutrassierung 1979)                    | (Neutrassierung 1979)                    |
| Strecke · Haltepunkt / Haltestelle (Strecke außer Betrieb) | ~15,8                     | Drnholec früher Drholetz                 | Drnholec früher Drholetz                 |
| Dienststation / Betriebs- oder Güterbahnhof · Strecke (außer Betrieb) | 15,984                    | Kopřivnice nákladní nádraží              | Kopřivnice nákladní nádraží              |
| Abzweig geradeaus und nach links · Strecke (außer Betrieb) |                           | vlečka Tatra                             | vlečka Tatra                             |
| Strecke nach links · Abzweig ehemals geradeaus und von rechts |                           |                                          |                                          |
| Haltepunkt / Haltestelle | 16,802                    | Kopřivnice zastávka früher Nesselsdorf   | Kopřivnice zastávka früher Nesselsdorf   |
| Bahnhof | 17,798                    | Kopřivnice                               | Kopřivnice                               |
| Bahnhof | 19,694                    | Štramberk früher Stramberg               | Štramberk früher Stramberg               |
| Abzweig geradeaus und nach rechts |                           | vlečka Kotouč                            | vlečka Kotouč                            |
| Abzweig geradeaus und von rechts |                           | vlečka Kotouč                            | vlečka Kotouč                            |
| Haltepunkt / Haltestelle | 22,142                    | Ženklava früher Senftleben               | Ženklava früher Senftleben               |
| Grenze |                           | ehemalige Protektoratsgrenze (1938–1945) | ehemalige Protektoratsgrenze (1938–1945) |
| Abzweig geradeaus und von links |                           | von Český Těšín (vorm. KFNB)             | von Český Těšín (vorm. KFNB)             |
| Bahnhof | 26,042                    | Veřovice früher Wernsdorf                | Veřovice früher Wernsdorf                |
| Strecke |                           | nach Kojetín (vorm. KFNB)                | nach Kojetín (vorm. KFNB)                |

Die Bahnstrecke Studénka–Veřovice ist eine regionale Eisenbahnverbindung in Tschechien, die ursprünglich durch die k.k. priv. Stauding-Stramberger Eisenbahn und die Lokalbahn Stramberg–Wernsdorf erbaut  wurde. Sie zweigt in Studénka (Stauding) von der Bahnstrecke Břeclav–Bohumín ab und führt über Kopřivnice (Nesselsdorf) und Štramberk (Stramberg) nach Veřovice (Wernsdorf).
Nach einem Erlass der tschechischen Regierung ist die Strecke seit dem 20. Dezember 1995 als regionale Bahn („regionální dráha“) klassifiziert.

## Geschichte

### Lokalbahn Stauding–Stramberg

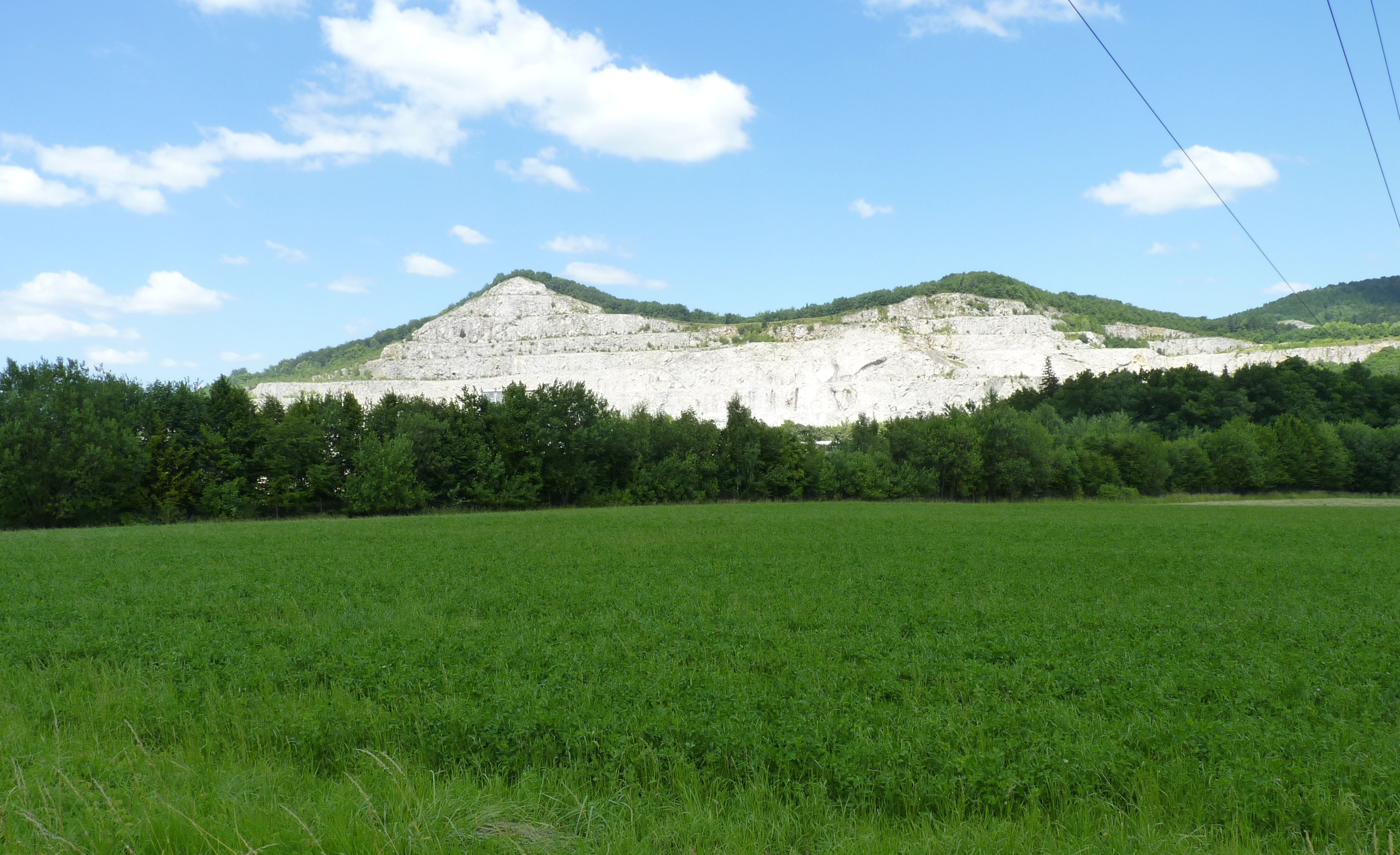
Anlass für den Streckenbau war der Kalkbruch am Kotouč (2011)

Der Bau der Lokalbahn Stauding–Stramberg geht insbesondere auf die Initiative der Gebrüder Gutmann zurück, die sowohl Eigentümer des Kalkwerks in Stramberg als auch der Witkowitzer Eisenwerke waren. Vor dem Bau der Lokalbahn wurde der in Stramberg gebrochene Kalkstein umständlich mit Pferdefuhrwerken zum Bahnhof der Kaiser Ferdinands-Nordbahn (KFNB) in Stauding gebracht. Am 15. Juni 1881 erhielten die Gebrüder Gutmann die Konzession für die Lokalbahn Stauding–Stramberg, deren Bau sie auf eigene Rechnung ausführten. Am 18. Dezember 1881 wurde die Strecke zunächst provisorisch für den Güterverkehr, am 1. April 1882 auch für den Reiseverkehr eröffnet.
Im Jahr 1912 wies der Fahrplan der Lokalbahn insgesamt fünf gemischte Zugpaare 2. und 3. Klasse aus. Sie benötigten für die 19 Kilometer lange Strecke zwischen 64 und 75 Minuten. In Stramberg bestand Anschluss an die Züge der k.k. Staatsbahnen (kkStB) von und nach Wernsdorf.
Ab 1930 setzt die Stauding-Stramberger Eisenbahn neben den normalen Zügen auch einen Motortriebwagen ein. Der Einsatz des Fahrzeugs ermöglichte einerseits eine signifikante Verdichtung des Fahrplans, als auch die Verkürzung der Fahrzeiten auf nur noch 41 Minuten. Der Winterfahrplan von 1931/32 verzeichnete insgesamt elf Zugpaare, von denen fünf als Motorzug verkehrten.

### Lokalbahn Stramberg–Wernsdorf
Die Lokalbahn Stramberg–Wernsdorf entstand als Lückenschluss zur 1888 eröffneten Mährisch-Schlesischen Städtebahn (Kojetín–Bielitz) der KFNB. Die Konzession für die Strecke erhielt am 2. September 1895 die Firma Lindheim & Comp. Am 25. Juli 1896 wurde sie eröffnet.
Den Betrieb führte die Lokalbahn Stramberg–Wernsdorf zunächst selbst aus. Ab dem 1. Januar 1903 wurde diese Aufgabe der Kaiser Ferdinands-Nordbahn (KFNB) übertragen. Nach deren Verstaatlichung ging die Betriebsführung 1907 an die k.k. österreichischen Staatsbahnen (kkStB) über.
Im Jahr 1912 wies der Fahrplan der Lokalbahn insgesamt fünf gemischte Zugpaare 2. und 3. Klasse aus. Sie benötigten für die 7 Kilometer lange Strecke 22 Minuten. In Stramberg bestand Anschluss an die Züge der Stauding-Stramberger Eisenbahn von und nach Stauding.
Nach dem Ersten Weltkrieg übernahmen die Tschechoslowakischen Staatsbahnen (ČSD) die Betriebsführung. Der Winterfahrplan von 1937/38 verzeichnete insgesamt sechs Zugpaare, die an allen Unterwegsbahnhöfen hielten.

### Eisenbahn AG Stauding–Stramberg–Wernsdorf
Nach der Angliederung des Sudetenlandes an Deutschland im Oktober 1938 lag das Bahngebiet der Stauding-Stramberger Eisenbahn zur Gänze auf deutschem Staatsgebiet, während die Strecke der Lokalbahn Stramberg–Wernsdorf von der neuen Staatsgrenze zerschnitten wurde. Auf diesem Abschnitt wurde der Eisenbahnbetrieb am 10. Oktober 1938 zunächst eingestellt.
Im Jahr 1942 fusionierten die beiden Lokalbahngesellschaften zur Eisenbahn AG Stauding-Stramberg-Wernsdorf (tschech.: Železniční akciový společnost Studénka–Štramberk–Veřovice). Der Eisenbahnverkehr über die Grenze ins nunmehrige Protektorat Böhmen und Mähren wurde im Zusammenhang mit der Aufnahme der militärischen Produktion in den Tatra-Werken, Automobil- und Waggonbau in Nesselsdorf am 1. Juni 1941 wieder aufgenommen. Als Grenzbahnhof fungierte der Bahnhof Stramberg.
Im Reichskursbuch war die Verbindung als Kursbuchstrecke 151h Stauding–Stramberg–Wernsdorf enthalten. Im letzten Kriegsfahrplan 1944/45 verzeichnete der Fahrplan insgesamt sieben Zugpaare, von denen drei über die Protektoratsgrenze bis Wernsdorf verkehrten.
Nach der Wiedererrichtung der Tschechoslowakei im Jahr 1945 bestand die Eisenbahn AG Stauding–Stramberg–Wernsdorf zunächst formal weiter. Eigentümer waren nun die verstaatlichten Witkowitzer Eisenwerke (Vítkovické železárny n.p.). Am 1. Januar 1951 wurden Infrastruktur und Fahrzeuge von den Tschechoslowakischen Staatsbahnen (ČSD) übernommen. Die Eisenbahn AG Stauding–Stramberg–Wernsdorf wurde aufgelöst.

### Im Betrieb der ČSD

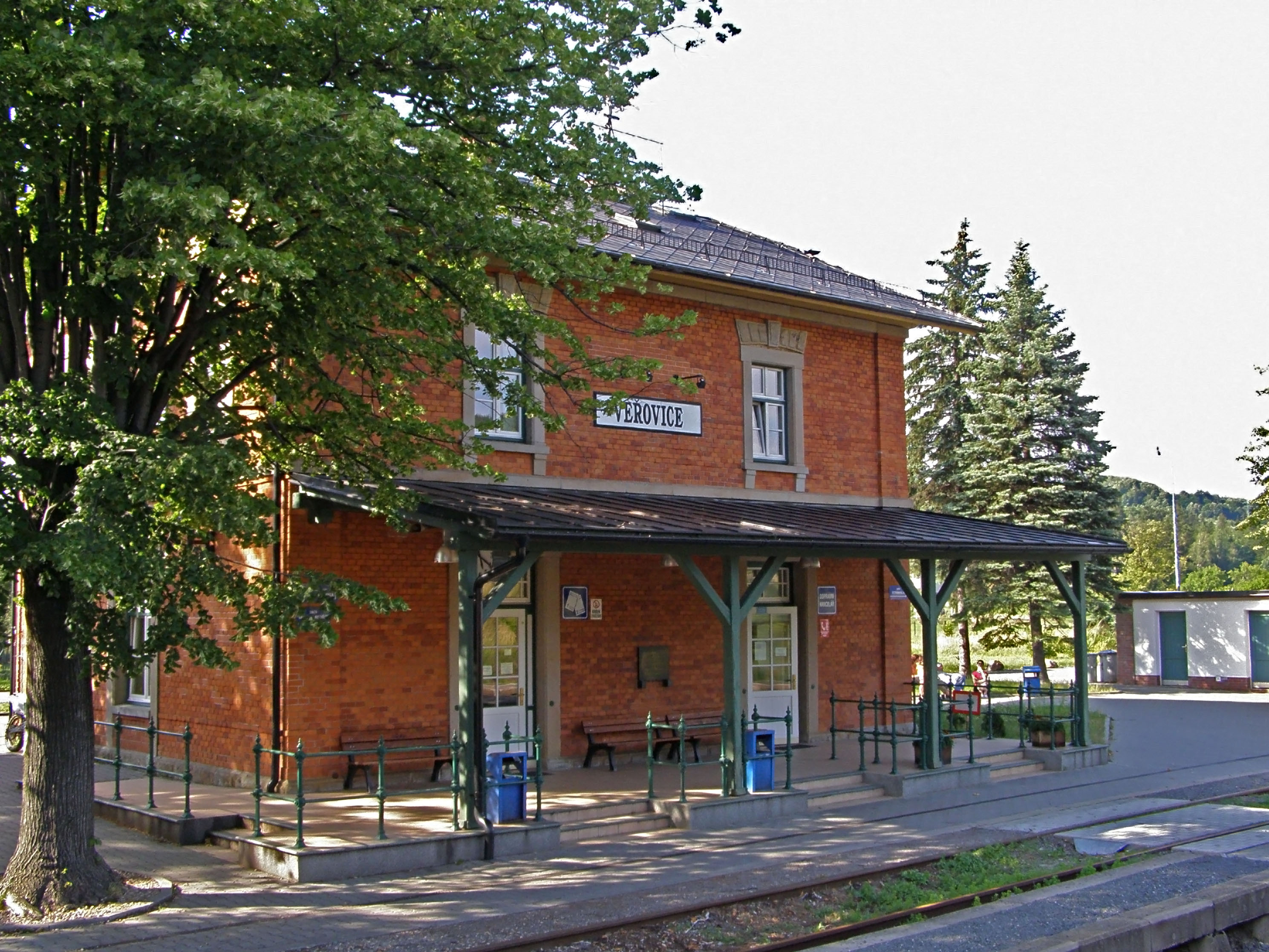
Bahnhof Veřovice (2008)

In den 1950er Jahren kam es wegen des Flughafenbaues in Mošnov zu einer Neutrassierung der Strecke im Abschnitt Studénka–Sedlnice. Die Bauarbeiten an der Neubaustrecke begannen 1956, in Betrieb genommen wurde sie am 1. Juni 1959. Durch die neue Trasse verlängerte sich die Strecke um zwei Kilometer. In Studénka und Sedlnice entstanden neue Bahnhofsanlagen. Der Haltepunkt Albrechtičky wurde aufgelassen.
Im Jahr 1976 begann man mit dem Neubau des Abschnittes zwischen Příbor und Kopřivnice. An der Einmündung der Anschlussbahn des Automobilherstellers Tatra entstand in Kopřivnice ein neuer Rangierbahnhof. Eröffnet wurde die Strecke am 1. März 1979. Am 2. Oktober 1981 wurde zudem im Zentrum von Kopřivnice ein neuer Personenbahnhof eröffnet. Die bisherige Haltestelle Kopřivnice wurde in Kopřivnice zastávka umbenannt.
Am 1. Januar 1993 ging die Strecke im Zuge der Auflösung der Tschechoslowakei an die neu gegründeten České dráhy (ČD) über.

### Im Betrieb der ČD
Im Jahresfahrplan 2012 wird die Strecke von insgesamt 18 täglichen Personenzugpaaren in einem angenäherten Stundentakt bedient, von denen ein Teil jedoch nur von und nach Štramberk verkehrt.
Im Zusammenhang mit dem Bau einer bei Sedlnice abzweigenden neuen Strecke zum Flughafen Ostrava in Mošnov wurde der Abschnitt Studénka–Sedlnice einer umfassenden Erneuerung und Modernisierung unterzogen. Der Abschnitt wurde elektrifiziert und für eine Streckengeschwindigkeit von 100 km/h ausgebaut. Zur Kapazitätserhöhung entstand bei Bartošovice eine neue Ausweichstelle, in der sich Züge begegnen können. Sedlnice erhielt einen neuen, näher am Ort gelegenen Haltepunkt, der von den Zügen der Esko-Linie zum Flughafen Ostrava bedient wird.